# Luiz Gonzaga Duque Estrada
Luís Gonzaga Duque Estrada, ou simplement Gonzaga Duque ( Rio de Janeiro, 21 juin 1863 - Rio de Janeiro, 8 mars 1911), est un écrivain brésilien . 

## Biographie
Il est né dans la ville de Rio de Janeiro, le 21 juin 1863.
Après ses premières années d'étude, Gonzaga Duque rejoint le Colégio Abílio, l'un des plus importants établissements d'enseignement de l'époque à Rio de Janeiro. Plus tard, il se transfère à l'école Meneses Vieira, également dans sa ville natale. Cependant, il a terminé ses études secondaires à Petrópolis, au Colégio Paixão, et tout indique que Gonzaga Duque n'a pas fait d'études supérieures.

## Mocidade morta
Son roman Mocidade Morta (1900)  est une œuvre unique dans la littérature brésilienne, relatant la vie quotidienne et les idées de jeunes artistes aux valeurs modernes exprimées à Rio de Janeiro pendant le Second Règne. Mocidade Morta reste sous-estimée par la critique contemporaine. José Guilherme Merquior la considère comme "un roman avec un peu d'action, un peu de morbidité et beaucoup de bavardages intellectuels du critique d'art décadent Gonzaga Duque". Alfredo Bosi reconnaît que «le livre de Gonzaga Duque a une importance documentaire»  . 

## Critique d'art

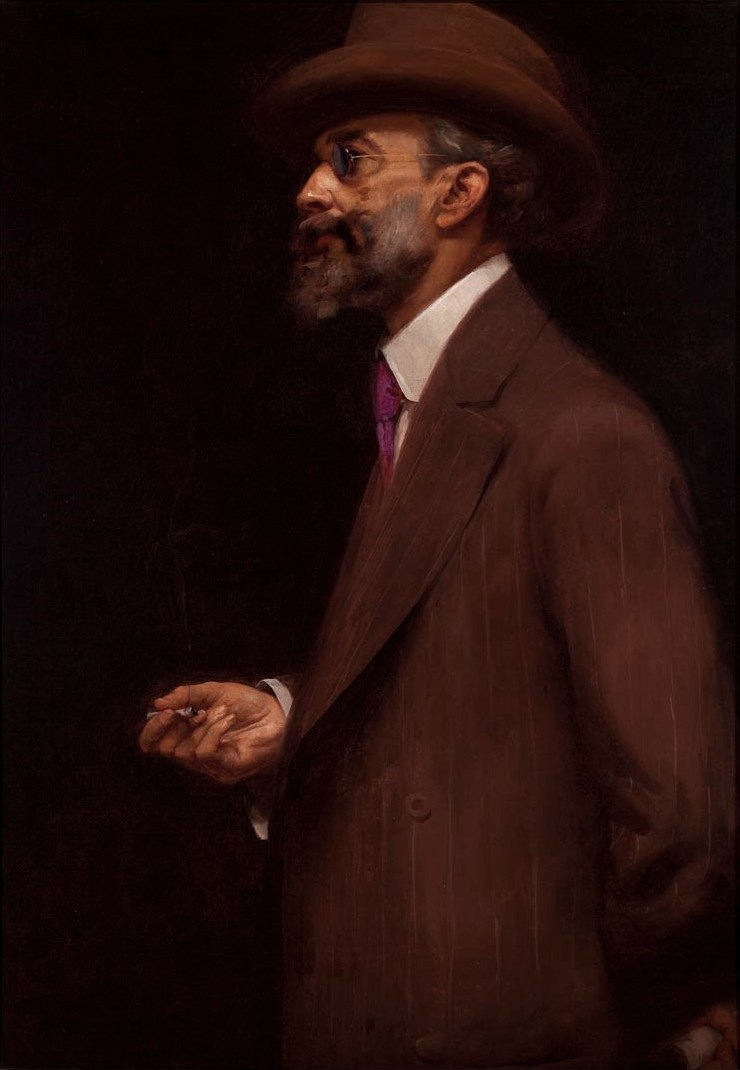
Eliseu Visconti - Portrait de Gonzaga Duque - Musée national des beaux-arts de Rio de Janeiro

Gonzaga Duque est l'auteur de la première analyse systématique de l'art au Brésil dans son livre Arte Brasileira . Ses critiques de l'époque représentent le contexte de la modernité brésilienne lors de son début, étonnamment décrivant que de nombreux artistes vivent de leur propre travail, ce qui démontre l'existence d'un marché de l'art germinatif  . Figure bien connue et active de l'environnement artistique de Rio de Janeiro, il est peint par plusieurs artistes, dont Eliseu Visconti (1866-1944), Belmiro de Almeida (1858-1935 ), Rodolfo Amoedo (1857-1941) et Presciliano Silva (1883 - 1965).